# Santia laevifrons
Santia laevifrons là một loài chân đều trong họ Santiidae. Loài này được Menzies miêu tả khoa học năm 1962.